# Biển Beaufort
Biển Beaufort (tiếng Anh: Beaufort Sea, tiếng Pháp: mer de Beaufort) là một biển ven lục địa thuộc Bắc Băng Dương, nằm ở phía bắc của Các Lãnh thổ Tây Bắc, Yukon, và Alaska, phía tây quần đảo Bắc Cực thuộc Canada. Biển được đặt tên theo nhà thủy văn học Francis Beaufort. Sông Mackenzie đổ vào phần thuộc Canada của biển, phía tây của Tuktoyaktuk, một trong vài điểm định cư thường xuyên dọc bờ biển.
Biển Beaufort có khí hậu khắc nghiệt, bị đóng băng trong hầu hết thời gian trong năm; Chỉ có một khe hẹp được mở ra rộng 100 km (62 mi) gần bờ từ tháng 8 đến tháng 9. Vùng bờ biển đã có dân cư sinh sống từ khoảng 30.000 năm trước, song mật độ dân cư rất thấp. Biển có chứa các tài nguyên đáng kể về dầu mỏ và khí thiên nhiên bên dưới thềm lục địa của nó, như mỏ Amauligak. Chúng được phát hiện trong thời gian từ thập niên 1950 đến 1980, và các thăm dò tài nguyên đã trở thành hoạt động chính của con người tại khu vực này từ thập niên 1980. Các ngành nghề truyền thống như thủy sản và săn bắn cá vôi và hải cẩu chỉ được tiến hành ở quy mô địa phương, và không có ý nghĩa về thương mại. Do vậy, biển có một trong những bầy lớn nhất của cá voi trắng, và không có dấu hiệu của việc đánh cá quá mức. Có một tranh chấp lâu dài giữa Hoa Kỳ và Canada về biên giới trên biển, song những bước đi quan trọng đã được tiến hành vào năm 2010 nhằm hướng tới việc giải quyết nó.

## Định nghĩa
Tổ chức Thủy đạc quốc tế định nghĩa giới hạn của biển Beaufort như sau:

Ở phía bắc. Một đường từ mũi Barrow, Alaska, đến Lands End, đảo Prince Patrick (76°16′B 124°08′T / 76,267°B 124,133°T).
Ở phía Đông. Từ Lands End qua bờ biển tây nam của đảo Prince Patrick đến Griffiths Point, từ đó một đường kéo đến Cape Prince Alfred, cực tây bắc của đảo Banks, qua bờ biển phía tây của nó đến Cape Kellet, điểm Tây Nam, và từ đó kéo một đường đến mũi Bathurst trên lục địa (70°36′B 127°32′T / 70,6°B 127,533°T).

## Địa lý

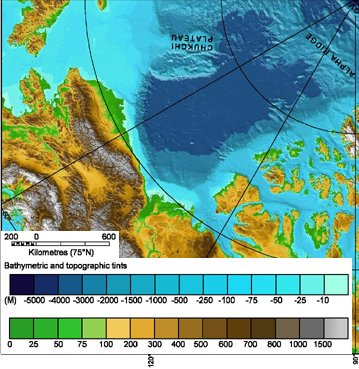
Bản đồ địa hình khu vực biển Beaufort.

Sông chính đổ vào biển Beaufort là Mackenzie, sông dài nhất của Canada, và đổ vào phần thuộc Canada của biển, phía tây của Tuktoyaktuk. Vùng thềm lục địa khá hẹp, đặc biệt là gần và ở phía đông của Point Barrow tại phần thuộc Alaska của biển, và bao gồm một số thung lũng dưới mặt biển. Vùng thềm lục địa trở nên rộng hơn gần đồng bằng của sông Mackenzie song không nơi nào vượt quá 145 km (90 mi). Gần bờ biển, độ sâu nông hơn 60 m (200 ft) song nó sẽ tăng lên nhanh chóng cách một vài km về phía bắc, chuyển thành một nền lớn và về mặt địa chất thì tương tự với các đại dương. Có nhiều hòn đảo nhỏ trên biển và ở vùng đồng bằng của sông Mackenzie. Một vài hòn đảo lớn hơn nhằm ở phía tây của sông Mackenzie, như đảo Herschel cách bờ biển (4 km (2,5 mi) với diện tích 18 km2 (6,9 dặm vuông Anh)) và đảo Barter cách bờ biển (0,3 km (0,19 mi) và có diện tích 13 km2 (5,0 dặm vuông Anh)). Vùng bờ biền thấp với độ cao tối đa là từ 250 và 750 m (820 và 2.460 ft). Đất bị đóng băng quanh năm với độ sâu khoảng 1 m (3 ft 3 in) hoặc ít hơn, tạo thành tầng đất đóng băng vĩnh cửu, và chỉ có trên vài chục cm ở bề mặt là sẽ rã băng vào mùa hè. Do đó, các tòa nhà phải được nâng lên trên mặt đất bằng những chiến cọc gỗ được chôn xuống vùng đất đóng băng vĩnh cửu.

## Thủy học và khí hậu

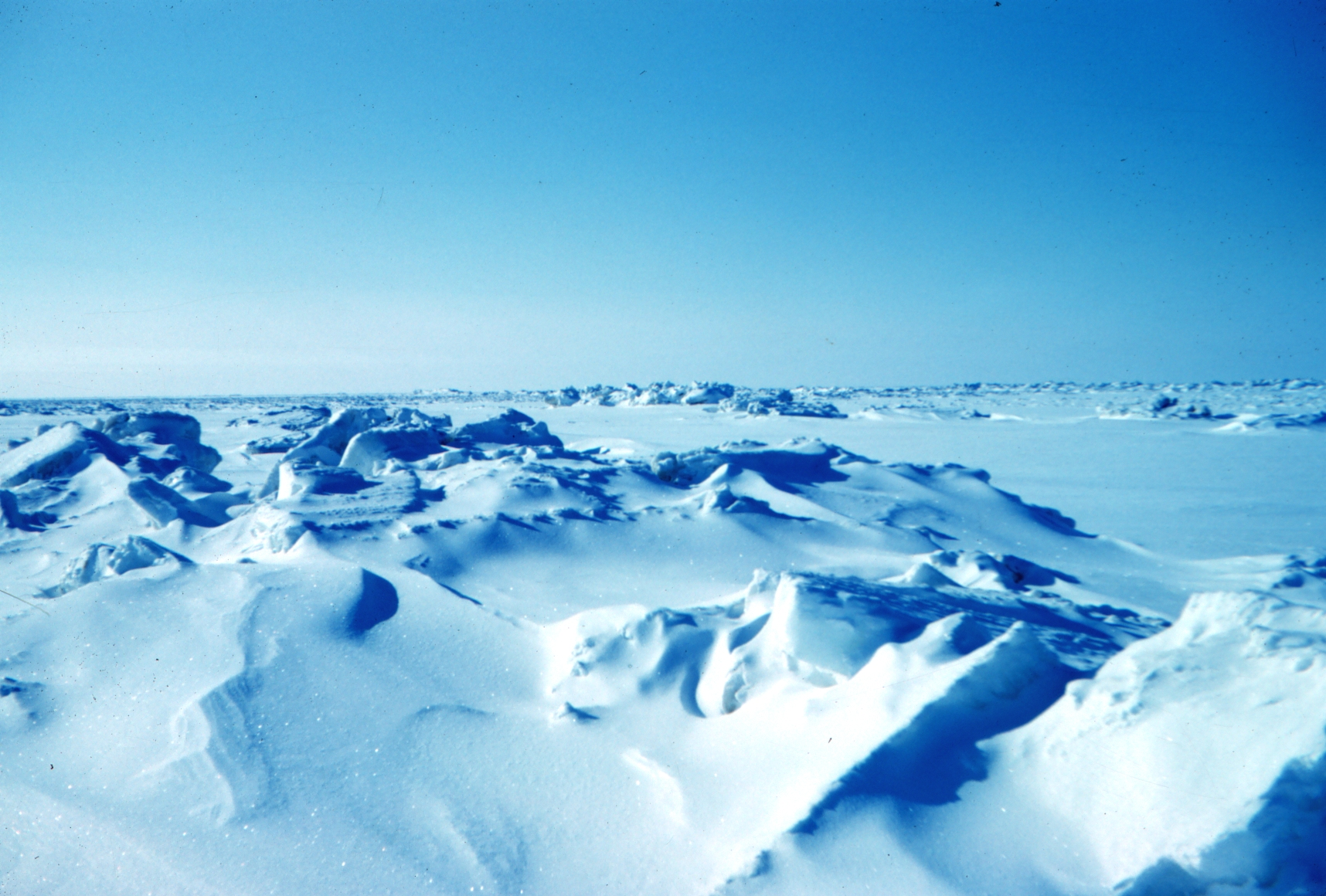
Băng biển trên biển Beaufort ngoài khơi bờ biển phía bắc Alaska (mùa xuân, 1949).

Biển Beaufort bị đóng băng quanh năm, ngoại trừ từ tháng 8 đến tháng 9 khi băng bị nứt ra ở gần bờ biển tạo thành một dải nước rộng 50–100 km (31–62 mi). Các dòng chảy của sông Mackenzie tan băng sớm hơn, vào cuối tháng 5 và đầu tháng 6. Việc tan băng này làm tăng lưu lượng dòng chảy bình quân từ khoảng 150.000 đến 250.000 m3/s (5.300.000 đến 8.800.000 cu ft/s).
Thay đổi ẩn trong lớp băng bao phủ biển Beaufort đã được phát hiện ra vào năm 2009. Trong khi khu vực băng vẫn ổn định, thì các vệ tinh quan sát đã phát hiện ra lớp băng trở nên mỏng hơn và có cấu trúc yếu hơn, nguyên nhân được quy là do nhiệt độ và độ mặn của nước biển.
Nước biển có nhiệt độ ổn định và được tách thành bốn tầng riêng biệt. 100 m (330 ft) phía trên là tầng mặt biển và có nhiệt độ −1,4 °C (29,5 °F) vào mùa hè và −1,8 °C (28,8 °F) vào mùa đông. Tầng tiếp theo được tạo thành bởi các dòng chảy đến từ Thái Bình Dương và biển Bering thông qua eo biển Bering; dòng chảy kéo dài đến tận Bắc Cực. Tầng ấm nhất, tầng Đại Tây Dương sâu có nhiệt độ từ 0 đến 1 °C (32 đến 34 °F), và tầng nước phía dưới có nhiệt độ lạnh hơn đôi chút, từ −0,4 đến −0,8 °C (31,3 đến 30,6 °F). Độ mặn trung bình thay đổi từ 28‰ đến 32‰ từ nam lên bắc. Nhiệt độ không khí điển hình (tại Tuktoyaktuk) là −27 °C (−17 °F) vào tháng 1 và 11 °C (52 °F) vào tháng 7.